# AC ChievoVerona
Associazione Calcio ChievoVerona, zkráceně jen Chievo, je italský fotbalový klub hrající v sezóně 2024/25 ve 4. italské fotbalové lize sídlící ve městě Verona v regionu Benátsko.
Klub byl založen 6. září roku 1929 malou skupinou fotbalových fanoušků z veronské oblasti Chievo jako Opera Nazionale Dopolavoro (O.N.D.) Chievo. Zaregistrována fotbalovou federací byla v roce 1931. V roce 1936 končí klub činnost kvůli financím. Klub se obnovuje po válce jako Associazione Calcio Chievo a hrají v regionální lize. Regionální ligu hraje až do sezony 1974/75. Třetí ligu začíná hrát od sezony 1989/90. Postup do nejvyšší ligy je v sezoně 2000/01. V tabulce skončili na 3. místě a postoupili. V první sezoně Serie A se klub umístil na překvapivém 5. místě a místní tisk začal o klubu psát jako o Miracolo Chievo. Tohle umístění klubu umožňuje hrát Pohár UEFA. Díky korupčnímu skandálu v sezoně 2005/06 se klub umístil v tabulce na 4. místě a zajistil si účast v lize mistrů. Klub v sezoně 2006/07 sestoupil do druhé ligy, do ligy mistrů nepostoupil a hrál Pohár UEFA kde skončil v 1. kole.
Nejvyšší soutěž hrál klub v 17 sezonách (naposled 2018/19) . Nejlepší umístění je 4. místo v sezoně 2005/06.
Ve druhé lize klub odehrál 9 sezon a vyhrál ji 1×.
Klub vlastní místní společnost Paluani Chievo připravující dorty a podle ní nese i částečně název.

## Změny názvu klubu
- 1931/32 – 1936/37 – Opera Nazionale Dopolavoro Chievo (Opera Nazionale Dopolavoro Chievo)
- 1948/49 – 1959/60 – AC Chievo (Associazione Calcio Chievo)
- 1960/61 – 1974/75 – AC Cardi Chievo (Associazione Calcio Cardi Chievo)
- 1975/76 – 1980/81 – AC Chievo (Associazione Calcio Chievo)
- 1981/82 – 1985/86 – AC Paluani Chievo (Associazione Calcio Paluani Chievo)
- 1986/87 – 1989/90 – AC Chievo (Associazione Calcio Chievo)
- 1990/91 – AC ChievoVerona (Associazione Calcio ChievoVerona)

## Získané trofeje

### Vyhrané domácí soutěže
- 2. italská liga ( 1x )

2007/08
- 3. italská liga ( 1x )

1993/94
- 4. italská liga ( 1x )

1988/89

## Účast v ligách
| Úroveň soutěže | Název soutěže (nynější název) | První hraná sezona | Poslední hraná sezona | celkem odehraných sezon |
| -------------- | ----------------------------- | ------------------ | --------------------- | ----------------------- |
| 1              | Serie A                       | 2001/02            | 2018/19               | 17                      |
| 2              | Serie B                       | 1994/95            | 2020/21               | 10                      |
| 3              | Serie C                       | 1989/90            | 1993/94               | 5                       |
| 4              | Serie D                       | 1975/76            | 2024/25               | 7                       |
| 5              | Eccellenza                    | 1978/79            | 1985/86               | 8                       |

Historická tabulka Serie A od sezony 1929/30 do 2023/24.
| Celkové místo | Odehraných sezon | Celkem bodů | Celkem zápasů | Celkem výher | Celkem remíz | Celkem proher | Celkové skore |
| ------------- | ---------------- | ----------- | ------------- | ------------ | ------------ | ------------- | ------------- |
| 21            | 17               | 740         | 634           | 186          | 185          | 263           | 659:837       |

## Fotbalisté

### Historické statistiky
| Počet utkání | Počet utkání      | Počet utkání |  | Počet branek | Počet branek        | Počet branek |
| Pořadí       | Jméno             | Počet        |  | Pořadí       | Jméno               | Počet        |
| 1.           | Sergio Pellissier | 517          |  | 1.           | Bruno Vantini       | 159          |
| 2.           | Lorenzo D'Anna    | 377          |  | 2.           | Sergio Pellissier   | 139          |
| 3.           | Maurizio D'Angelo | 376          |  | 3.           | Flavio Fiorio       | 60           |
| 4.           | Salvatore Lanna   | 340          |  | 4.           | Riccardo Gregorotti | 59           |
| 5.           | Rolando Maran     | 332          |  | 5.           | Silvino Martinelli  | 55           |

### Rekordní přestupy
| Nákup  | Nákup              | Nákup     | Nákup           | Nákup          |  | Prodej | Prodej              | Prodej    | Prodej       | Prodej         |
| Pořadí | Jméno              | sezona    | klub            | částka         |  | Pořadí | Jméno               | sezona    | klub         | částka         |
| 1.     | Alberto Paloschi   | 2012/2013 | Janov           | 6,5 mil. Euro  |  | 1.     | Roberto Inglese     | 2017/2018 | Neapol       | 12 mil. Euro   |
| 2.     | Mattia Bani        | 2016/2017 | Pro Vercelli    | 6,15 mil. Euro |  | 2.     | Alberto Paloschi    | 2015/2016 | Swansea City | 8,8 mil. Euro  |
| 3.     | Amauri             | 2003/2004 | Empoli          | 4,5 mil. Euro  |  | 3.     | Amauri              | 2006/2007 | Palermo      | 8,75 mil. Euro |
| 4.     | Paul-José M'Poku   | 2016/2017 | Standard Lutych | 4 mil. Euro    |  | 4.     | Nicola Legrottaglie | 2003/2004 | Juventus     | 7,55 mil. Euro |
| 5.     | Manuel Pucciarelli | 2019/2020 | Empoli          | 3,75 mil. Euro |  | 5.     | Simone Perrotta     | 2004/2005 | Řím          | 7,2 mil. Euro  |

### Na velkých turnajích

#### Účastník Mistrovství světa
- Bojan Jokić (MS 2010)

#### Účastník Mistrovství Evropy
- Simone Perrotta (ME 2004)

#### Účastníci Afrického poháru národů
- Jason Mayélé (APN 2002)
- Victor Nsofor Obinna (APN 2006)
- Victor Nsofor Obinna (APN 2006)
- Mamadou Samassa (APN 2013)

#### Účastník Olympijských her
- Giuseppe Sculli (OH 2004)
- John Mensah (OH 2004)
- Victor Nsofor Obinna (OH 2008)

## Česká stopa
- Kamil Vacek (2011–2013)